# 문갑리항
문갑리항(文甲里港)은 인천광역시 옹진군 덕적면 문갑리, 문갑도 섬에 있는 어항이다. 옹진군에서 어촌정주어항으로 지정하여 관리하고 있다. 어항관리청은 옹진군수이다.

## 어항 연혁
- 종전 지방어항으로 관리하여 왔으나, 2006년 6월 27일 지방어항에서 폐지됨에 따라, 2006년 8월 30일 옹진군에서 어촌정주어항으로 지정ㆍ고시하였다.

## 어항구역
본 항의 어항구역은 다음과 같다.
- 문갑리항 서쪽기점에서 북쪽으로 195m, 동쪽으로 274m, 남남동쪽으로 191m, 남서쪽으로 156m지점을 순차적으로 연결하는 선 내의 공유수면(65,974m2)

## 어항 시설
- 선착장 187m , 호안 151m

## 기본 계획
- 선착장정비 65m , 호안정비 36m[2]

## 정비 계획
- 선착장정비 65m , 호안정비 36m[2]

## 주요 어종
- 우럭, 광어, 농어, 바다장어, 굴